# 羽裂海金沙
羽裂海金沙（学名：Lygodium polystachyum）为海金沙科海金沙属下的一个种。